# Altkalen
Altkalen är en kommun i det nordtyska förbundslandet Mecklenburg-Vorpommern.
Kommunen ingår i kommunalförbundet Amt Gnoien tillsammans med kommunerna Behren-Lübchin, Finkenthal, Gnoien och Walkendorf.

## Geografi
Kommunen är belägen mellan städerna Gnoien, Dargun och Neukalen i distriktet Rostock.
Altkalen har följande ortsdelar: 
| - Altkalen - Alt Pannekow - Damm - Granzow - Kämmerich | - Kleverhof (sedan 1999) - Lüchow - Neu Pannekow - Rey |

## Historia

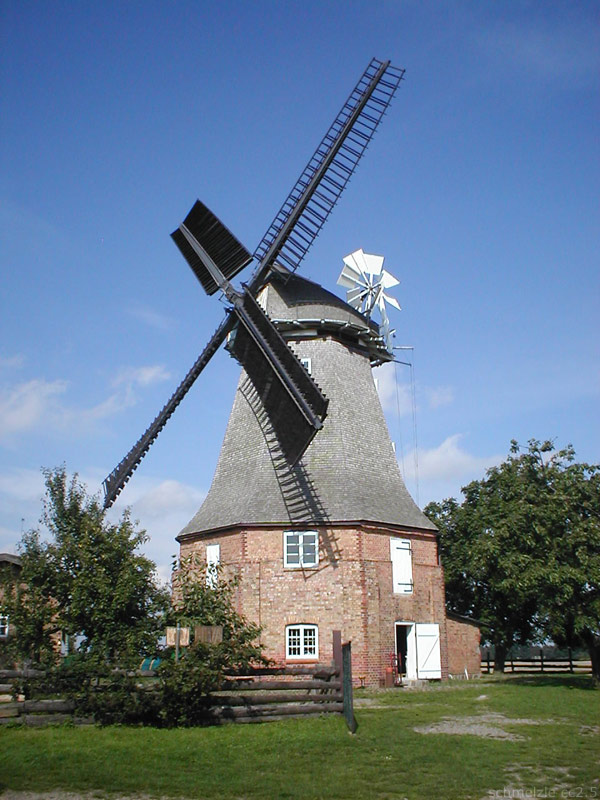
Väderkvarn i Altkalen

Kalen omnämns i ett dokument första gången 1174. Under denna tid anlades en ny stad på Altkalens nuvarande plats. Orten fick stadsrättigheter 1253 men förlorade dem 1281, då staden Neukalen (svenska: Nya Kalen) grundades söder om Altkalen (svenska: Gamla Kalen).

### Befolkningsutveckling
Källa: